# 押絵の奇蹟
『押絵の奇蹟』（おしえのきせき）は、探偵小説作家夢野久作の小説。雑誌『新青年』の昭和4年（1929年）1月号に掲載された。肺病を病んだ美貌の女流ピアニストが、自身の出生の秘密に思いをめぐらし、母親にうり二つに似た歌舞伎役者に長い手紙をしたためるというストーリー。
猟奇的な世界観が大半の夢野作品の中にありながら、清楚で流れるような美しさがただよっている。この作品に触れた江戸川乱歩は、「新青年」同年2月号において「二三頁読むと、グッと惹きつけられてしまった」「探偵小説壇においては珍しい名文と云うことができる」と、高い評価を下している。

## あらすじ
明治30年代、東京丸の内の演芸館で、美貌のピアニスト・井ノ口トシ子が演奏中、喀血して倒れる。自身の命が長くないことを悟った彼女は、自身と同じ歳で当代の歌舞伎役者・中村半次郎（本名・菱田新太郎）に当てて身の上を綴った長い手紙を書くのだった。
トシ子は明治13年、九州は福岡市に生まれた。入り婿である彼女の父親は、黒田藩馬廻500石の家に生まれた漢学者の士族で、冗談など口にしたこともない堅物の醜男。一方で家付き娘である母親は、女からも惚れられるほどの美人で手芸の名人。特に押絵作りに優れていた。この2人が結婚して、3年ほど後に生まれた最初の子供がトシ子だった。
母親がトシ子を孕むのと同じ頃。博多一の大富豪・柴忠こと柴田忠兵衛がトシ子の母の手芸の腕前を聞きつけ、自身の娘の初節句のために押絵を注文する。柴忠はその押絵のモデルとして、当時博多に興行に来ていた東京の名優・中村半太夫（中村半次郎の父親）の舞台「壇浦兜軍記」 を母に鑑賞させる。嫉妬深いトシ子の父はそれにいい顔をしなかったが、母親が舞台を鑑賞した末に作られた押絵「阿古屋の琴責め」は、柴忠の家が見物人で身代限りになると言われるほどの出来栄えだった。
やがてトシ子が生まれる。彼女は母親の手芸の腕は受け継がなかったが、幼い頃から琴が上手かった。父親は「俺の婆様の遺伝だな」と喜ぶが、何故か母親はあいまいな受け答えをするのだった。そして、何故かトシ子の後には一人も子供が生まれない。一方、母親の手芸は以前以上に大評判。今では妻の稼ぎに依存する夫があちこちから持ち込んでくる仕事のため、母は昼も夜も無く仕事の地獄に落ちている。そんな彼女が押絵のモデルに使うのは、トシ子の顔だった。「お前の顔は役者のように綺麗だから、お手本にしているのだよ」と母は言うが、その後に何故か辛そうな顔をするのだった。
トシ子が12歳になった明治24年の春。以前押絵を注文した柴忠が、母親に再度押絵を注文、そのモチーフとして大量の錦絵を届ける。母はその中から「里見八犬伝」の一幕を選ぶが、その役者絵を見たトシ子は、描かれた犬塚信乃の顔立ちが自身に似ていることに気がつく。
やがて八犬伝の押絵ができあがり、櫛田神社に奉納される。評判を聞きつけたトシ子の父親は正装して見に行くが、周囲の群衆の噂であることを知ってしまう。娘のトシ子が、歌舞伎役者の中村半太夫と瓜二つに似ていることを。妻が孕んだのは、半太夫の舞台を見ていたころ。それ以降、妻との間に子が生まれない・・・妻の作る押絵のモデルは、揃いもそろって娘・トシ子の顔・・・
「妻と中村半太夫の不義密通」を疑った父は、帰り着くやいなや妻子を一刀の下に切り捨て、自身は切腹して果てる。辛くも一命を取り留めたトシ子は柴忠に育てられ、後に彼の援助で上京する。そしてある日、歌舞伎の雑誌に載っていた17歳の名優・中村半次郎の写真を目にして驚愕する。半次郎の顔立ちは、トシ子の母親にうり二つだったのだ。
自身と半次郎は「男女の双生児」だと確信するトシ子。同時にそれは「母親と半太夫の不義密通」のあまりに残酷な証拠であり、自身の運命を想って泣き伏す。
しかしトシ子は、図書館で資料を漁るうちに、奇妙な学説を発見する。それは、「母親が配偶者以外の者を始終想っていれば、肉体関係を持たずとも、その者に似た容貌の子供が生まれる」という奇怪なものだった。
はたして母親と半太夫は、不義密通を犯していたのか? それとも、互いを想うだけの純愛だったのか?

## 書簡体形式
この作品は、全体がトシ子の書いた手紙として設定されている。
この書簡体形式は、『少女地獄』や『瓶詰の地獄』にも使われたものである。『死後の恋』や『悪魔祈祷書』に見られるような独白体形式とともに、夢野作品の短篇ではこの2種類の手法が効果的に用いられていることが多い。

## 解説
広義での「テレゴニー」を扱った作品と解釈することもできる。